# Charles Stross
Charles David George «Charlie» Stross (Leeds, Inglaterra, 18 de octubre de 1964) es un autor británico de ciencia ficción y fantasía. Ha ganado los premios Hugo y Locus

## Biografía
Charles Stross es un autor británico. Su primera novela de ciencia ficción, Cielo de Singularidad (Singularity Sky) fue nominada al premio Hugo.
Desde entonces ha escrito y publicado una variedad de novelas e historias cortas que incluyen Accelerando, Glasshouse y Halting State entre otros.

#### Los expedientes de la Lavandería
- El archivo de atrocidades (The Atrocity Archives 2004)  Insólita Editorial.
- Jennifer Morgue (The Jennifer Morgue 2006) Insólita Editorial.
- Abajo en la granja (Down on the Farm 2008 novela corta).
- Horas extras (Overtime 2009 novela corta).
- El memorándum Fuller (The Fuller Memorandum 2010).
- El Códice Apocalipsis (The Apocalypse Codex 2012).
- Equoid (2013 novela corta).
- La gráfica Rhesus (The Rhesus Chart 2014).
- El puntaje de aniquilación (The Annihilation Score 2015).
- Las Pilas de Pesadillas (The Nightmare Stacks 2016).
- El expediente Delirio (The Delirium Brief 2017).
- El índice Laberinto (The Labyrinth Index 2018).
- Chicos perdidos (Lost Boys 2020 en proceso).[7]

## Premios
Ganador del premio Hugo a la mejor novela corta por La jungla de cemento (The Concrete Jungle, 2005). Incluida en El archivo de atrocidades.
Ganador del premio Locus a la mejor novela de ciencia ficción por Accelerando (Accelerando, 2006).
Ganador del premio Locus a la mejor novela corta por Brecha de misiles (Missile Gap, 2007). Incluida en Brecha nuclear.
Ganador del premio Hugo a la mejor novela corta por Palimpsest (2010).